# Meringopus melanator
Meringopus melanator là một loài tò vò trong họ Ichneumonidae.